# Alicia Barker
Alicia Balicoco Barker (* 22. Mai 1998 in Kirkland, Washington) ist eine in den USA geborene philippinische Fußballspielerin.

## Karriere

### Vereine
Nachdem sie in ihrer Jugend für die Mannschaft der Inglemoor High School gespielt hatte, startete sie ihre College-Laufbahn im Jahr 2016 mit den Illinois Fighting Illini, wo sie bis 2019 aktiv war. Danach fand sie einige Jahre aber erst einmal keinen Klub, seit Mai 2022 ist sie nun Teil der Mannschaft des Pacific Northwest SC, welche nach Klubangaben im Spielbetrieb der WPSL aktiv ist.

### Nationalmannschaft
Im Dezember 2022 wurde erstmals zu einem Trainingslager der philippinischen A-Nationalmannschaft eingeladen. Hier machte sie bei einem 5:1-Freundschaftsspielsieg über Papua-Neuguinea dann auch ihr Länderspieldebüt, wo sie zur 77. Minute eingewechselt wurde. Im Februar 2023 war sie mit der Mannschaft noch mit beim Pinatar Cup 2023 und kam hier zu zwei Einsätzen.
Am 9. Juli 2023 wurde sie dann für den Kader bei der Weltmeisterschaft 2023 nominiert.